# Терещенко Микола Артемійович
Тере́щенко Мико́ла Арте́мович (14 [26] жовтня 1819, Глухів, Чернігівська губернія, Слобідська Україна у складі  Російської імперії — 19 січня [1 лютого] 1903, Київ, Київська губернія, Слобідська Україна у складі Російської імперії) — український підприємець та благодійник, старший син засновника династії Терещенків Артемія Яковича Терещенка. Таємний радник, почесний громадянин міста Києва.

## Біографія

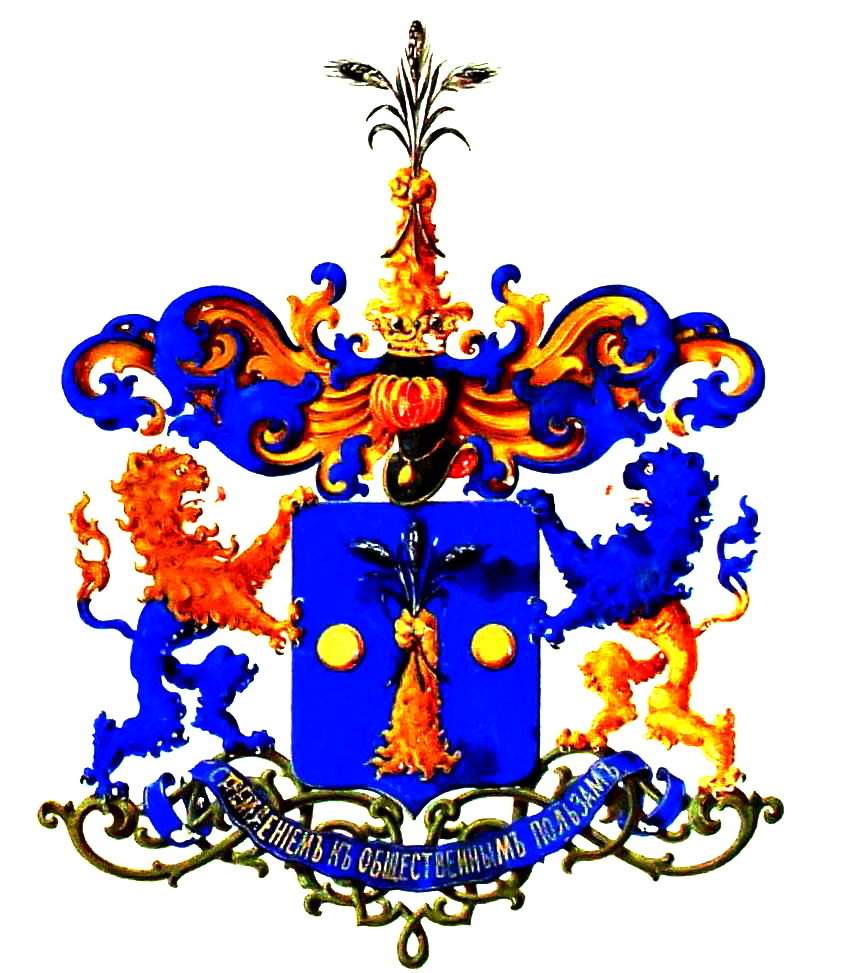
Герб родини Терещенків

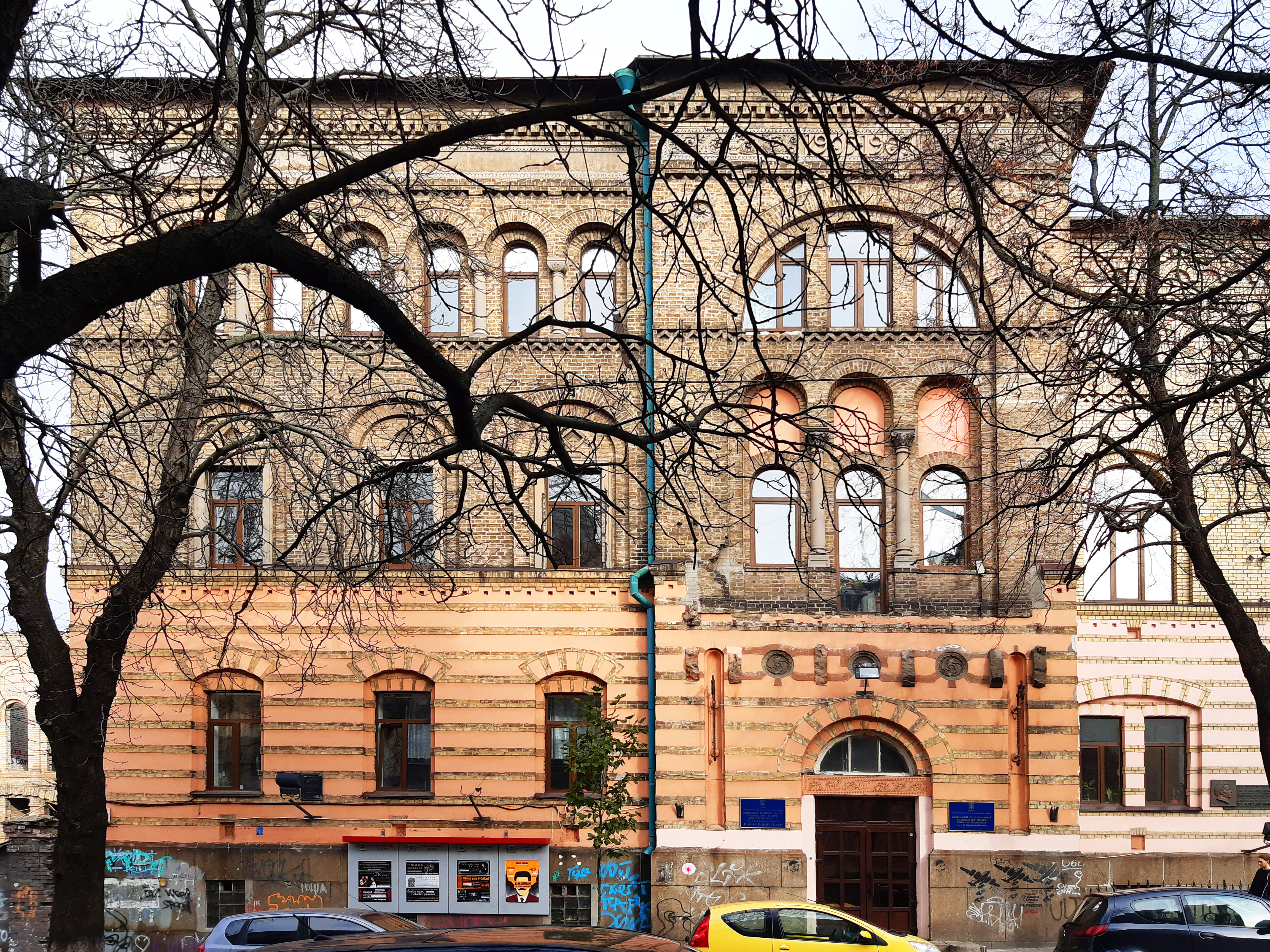
Будинок Міського парафіяльного училища імені Ніколи Терещенка

Народився в родині дрібного крамаря Артема Яковича Терещенка та його дружини Єфросинії Григорівні (уроджена Стеслявська). Батько мав неабияку енергію та підприємницький хист, за що сусіди називали його «Карбованцем». Але через матеріальні труднощі Нікола не зміг здобути належної освіти. Як згадує Терещенко: «Буквально на мідні п'ятаки я закінчив глухівське повітове училище». А далі навчатися забракло коштів.
Ще з юних літ Нікола почав займатись бізнесом. На волах він перевозив сіль, рибу та хліб з Криму до Глухова. Згодом він став головним заготівельником цих товарів у місті. Великі прибутки принесла аграрна реформа 1861 року, у той час, коли багато поміщиків не змогло зорієнтуватись у нових умовах, Нікола Артемович швидко примножував свій статок, застосовуючи свій підприємницький дар. Як результат, вже у 1870 році в його руках зосередилося більше 10 цукрових заводів. Серед них цукрові заводи князя Івана Барятинського — в Крупці і Шалигині, поміщика Льовшина — у містечку Воронежі, Кочубея — на Михайлівському Хуторі та інші підприємства, розміщені навколо Глухова.
Його головними бізнесовими інтересами, як і всієї родини, був цукор. Цукрові заводи стали головним джерелом доходів, але Нікола Артемійович не забував про торгівлю, залізницю, спирт, ліс, сукно.
Він був дуже зайнятий управлінням заводами і торгівлею, але займався і суспільною діяльністю, що для сім'ї Терещенка було традицією.
У 1851 вибраний старшим бургомістром Глухова і посідав цю посаду впродовж 9 років, а потім впродовж 14 років займав пост міського голови. Одночасно він виконував обов'язки головного губернатора земських зборів, члена земської управи Глухова, почесного мирового судді. Нікола Артемович більше 20-ти років стояв на чолі глухівського самоврядування, що свідчило про загальну пошану земляків до його діяльності. Окрім суспільної діяльності Нікола Артемійович особливу увагу приділяв добродійним справам — допомога дитячим притулкам, міській лікарні і навіть ув'язненим, він очолював місцеве відділення піклування про в'язниці.
Ніколі належало близько 80 тисяч десятин землі, 5 цукрових і рафінадних заводів, винокурні, парові і водяні млини, які були розміщені у Чернігівській, Київській, Волинській, Харківській, Подільській, Курській і Тульській губерніях.
У 1870 переїздить на проживання до Москви. У Москві він прожив до 1875. Його весь час тягнуло до України і в 1875 він ухвалює рішення переїхати до Києва, економіка якого зростала з будівництвом залізниці і відкриттям біржі і перетворила місто на справжню «цукрову столицю».
Переїхавши до Києва, сім'я Терещенка поселилася в будинку № 12 на Бібіковському бульварі. У Києві Нікола Артемович активніше починає займатися добродійною діяльністю й інвестуванням у будівництво громадських будівель. У 1881 році відкривається училище для сліпих, єдиний на той час заклад у Російській імперії. У цьому ж році Нікола Артемійович виділяє 23 тисячі карбованців на будівництво Маріїнського дитячого притулку (на розі Паньківської і Микільсько-Ботанічної вулиць, тепер НДІ психології). 1899 року меценат пожертвував кошти на облаштування будинку для міського парафіяльного училища на Ярославому Валу, 40, яке носитиме його ім'я.

## Родина
Був одружений з Пелагеєю Георгіївною Беловською (? - 24 березня 1897), донькою глухівського купця, власника цукрових заводів Георгія Євстратійовича Беловського.
У шлюбі народилося шестеро дітей:
- Варвара (1852-1922)
- Іван (1854-1903)
- Олександр (1856-1911)
- Марія (в шлюбі Іващенко; 1859 - ?)
- Ольга (1862-1945?), не одружувалась
- Єфросинія (в шлюбі Сахновська; 1869 - ?)

## Пам'ять
2009 року в Києві відбулося відкриття нового пам'ятника меценату та почесному громадянину Києва Николі Терещенку. Пам'ятник роботи київського скульптора Олександра Михайлицького встановлено на території Науково-практичного центру дитячої кардіології та кардіохірургії.
У 2014 році відкрито пам’ятник Ніколі Терещенку у м. Андрушівка Житомирської області.
Вулиця Терещенківська у місті Київ. Також вулиця Терещенківська існує у місті Дніпро.
Вулиця Терещенка є у місті Христинівка.
Вулиця Терещенків у місті Глухів.
У місті Андрушівка вулицю Лермонтова перейменували на вулицю Терещенка. 
У місті Нікополь вулицю Шмідта перейменували на вулицю Терещенківську.

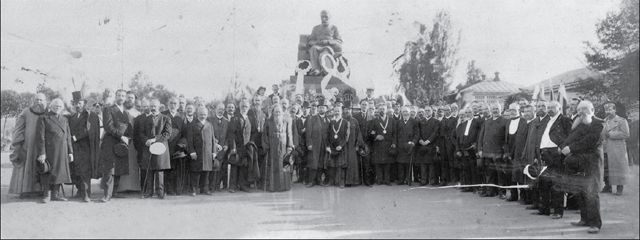
Відкриття пам'ятника Ніколі Терещенку в Глухові, 23 серпня 1909
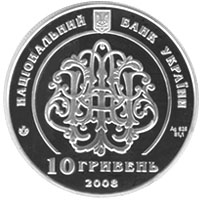
Вензель з ініціалами Ніколи Терещенка на монеті України
Пам'ятник у Києві, відкритий у 2009 році
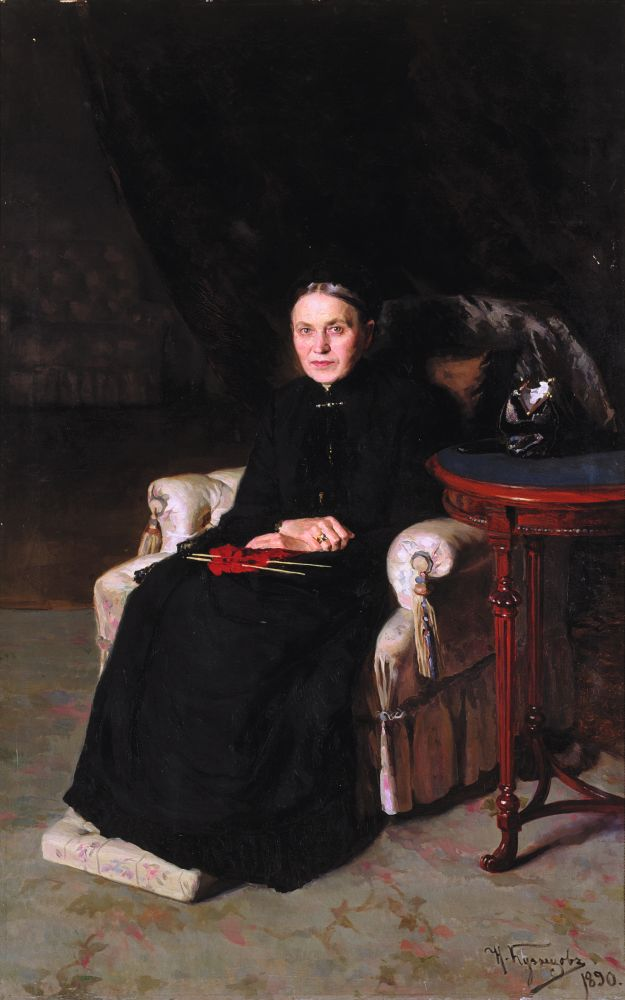
Микола Кузнецов. Портрет Пелагеї Терещенко, дружини Миколи Терещенка, 1890. Національний художній музей України, Київ
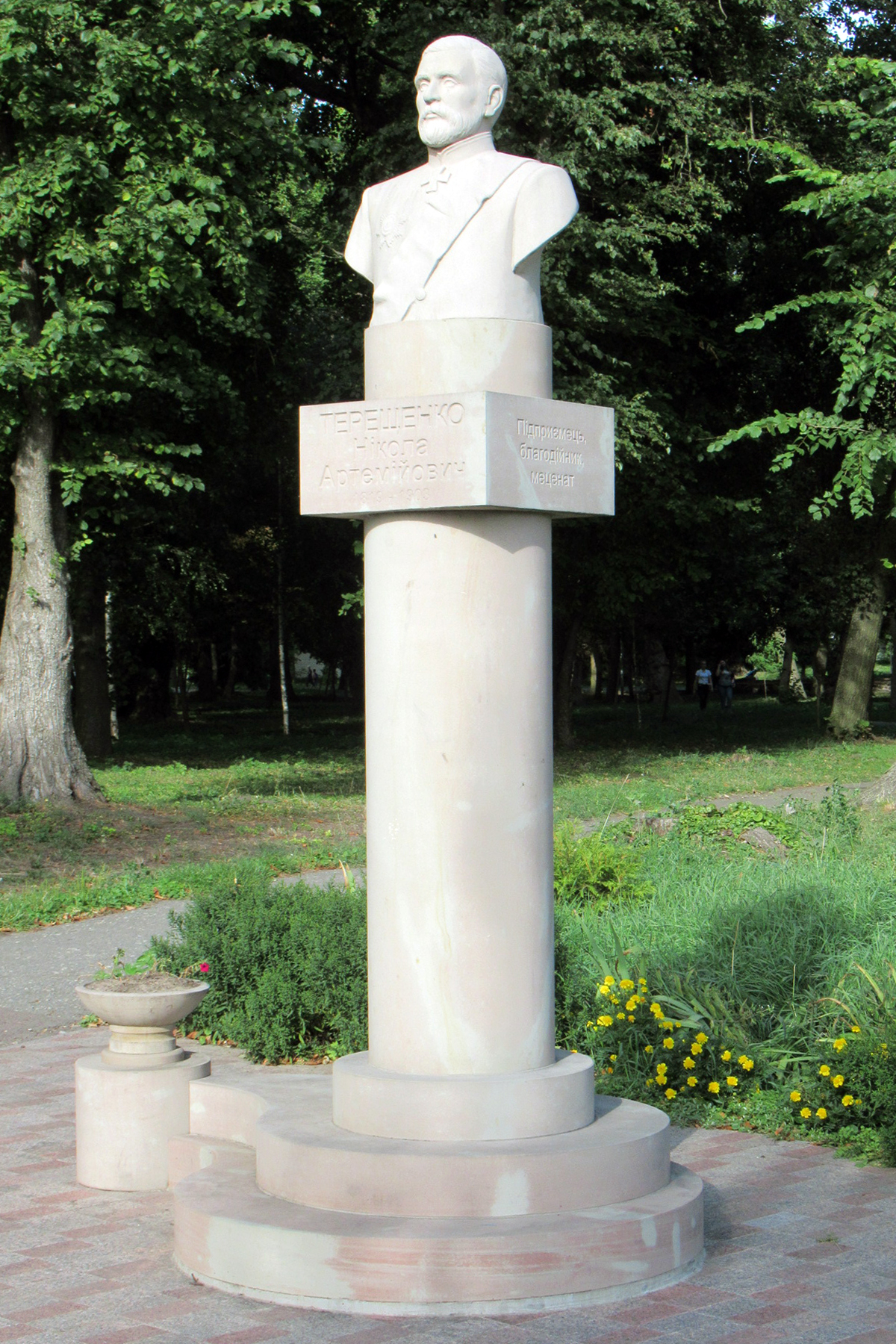
пам'ятник Миколі Артемійовичу Терещенку в Андрушівці, установлений у 2014